# International Brotherhood of Magicians
International Brotherhood of Magicians (I.B.M.) ist ein Weltverband für Profi- und Amateurzauberkünstler. Er hat seinen Hauptsitz in St. Louis im US-Bundesstaat Missouri.
Die Organisation gehört dem internationalen Dachverband Fédération Internationale des Sociétés Magiques an.

## Geschichte
Der Verband wurde 1922 von Len Vintus (1903–1999, bürgerlicher Name Melvin Justus Given McMullen), Gene Gordon (1903–1994, bürgerlicher Name Gordon Eugene Avery) und Don Rogers (1900–1971, bürgerlicher Name Ernest Schieldge) in Winnipeg in der kanadischen Provinz Manitoba gegründet und ist nach eigenen Angaben mit ca. 12.000 Mitgliedern die weltweit größte Vereinigung von Magiern. Für die Mitglieder wird eine Monatszeitschrift The Linking Ring herausgegeben. Einmal jährlich findet die I.B.M. Convention zur Mitte des Jahres statt.
Der Verband umfasst ca. 300 Regionalverbände, die als „Ringe“ bezeichnet werden und in über 80 Landesverbänden zusammengefasst sind. In jedem Landesverband existiert ein „TVP“ (Territorial Vice President). Um einen Ring zu gründen, muss man 10 Bürgen nachweisen, die schon dem I.B.M. angehören.

## Deutschsprachige Niederlassungen

### In Deutschland
In Deutschland gibt es mit dem Ring 285 in Backnang und dem Ring 348 in Röthenbach an der Pegnitz zwei aktive Ringe.

### In Österreich
In Österreich gibt es in Wien einen aktiven Ring (Nr. 240), der 1973 von „Fenni“ Hans Schwabe, Willi Baumgartner, Fritz Lisetti und Tony Rei gegründet wurde. Über die Jahre hinaus entwickelte er sich zu einer der führenden Zaubervereinigungen Österreichs. Die Klubabende finden das ganze Jahr über jeden ersten und dritten Dienstag im Monat im Kalanagsalon des Café Zartl statt (benannt nach dem berühmten Zauberer Kalanag). Bei den monatlichen Gästeabenden im Kalanagsalon werden Closeup-Shows der Künstler geboten.

### In der Schweiz
Der Ring 207 in Lausanne ist der einzig aktive Ring in der Schweiz.

## Ehrungen
Die International Brotherhood of Magicians vergibt den Order of Merlin Award. Aktive I.B.M.-Mitglieder können eine von vier Stufen gemäß ihrer aktiven Mitgliedschaftszeit erhalten:
- Order of Merlin Award: Inductees (für 25 Jahre)
- Order of Merlin Award: Shield (für 35 Jahre)
- Order of Merlin Award: Excalibur (für 50 Jahre)
- Order of Merlin Award: Excelsior (für 60 Jahre)